# هوليوود (ميزوري)
هوليوود (بالإنجليزية: Hollywood)‏ هي إحدى المجتمعات الفردية (غير مصنفة) في ولاية ميزوري في الولايات المتحدة الأمريكية.